# The Free Design
The Free Design è un EP del gruppo musicale anglo-francese Stereolab, pubblicato nel 1999.

## Tracce
1. The Free Design – 3:46
2. Escape Pod (From the World of Medical Observations) – 3:57
3. With Friends Like These – 5:49
4. Les Aimies des Memes – 3:54